# Pârâul La Clopot
Pârâul La Clopot este un afluent al râului Olt. 

## Hărți
- Harta Munții Cozia [nefuncțională – arhivă]